# Одруження по-англійськи
Одруження по-англійськи (англ. A Rather English Marriage) — британська кінострічка режисера Пола Сіда знята за однойменною новелою Енджел Ламберт у 1998 році.

## Синопсис
Рой (Том Куртене) — військовий у відставці, Реджі (Альберт Фінні) у минулому був молочником. В одну і ту ж ніч кожен з них переживає смерть своєї дружини, і тепер герої відсувають свої класові розбіжності на задній план, прагнучи підтримати один одного у складній ситуації. 
Між ними виникають дружні стосунки, які дають їм сили пережити втрату.

## У ролях
- Альберт Фінні — Реджі Конінґем-Джервіс
- Том Куртене — Рой Саутґейт
- Джоанна Ламлі — Ліз Франк
- Джон Лайт — Реджі в молодості
- Джоенна Скенлен — сестра Реджі
- Пріянґа Елан — лікар Свонн
- Урсула Говельс — Мері
- Кеті Карр — Мері в молодості
- Ейлін О'Ґорман — Ґрейс
- Ієн Джонс — Рой в молодості
- Керолайн Карвер — Ґрейс в молодості
- Ребекка Кларк — медсестра
- Лаура Гіт — Фелісіті
- Розамунд Пайк — Селія
- Люсі Робінсон — Сюзен
- Джеремі Клайд — Вів'єн
- Аджоа Андо — Менді Галм
- Шон Мюррей — Алан
- Джорджина Гейл — Сабріна